# Lockheed XF-90
Lockheed XF-90 là một mẫu máy bay tiêm kích hộ tống và xâm nhập tầm xa dành cho Không quân Hoa Kỳ.

## Tính năng kỹ chiến thuật (XF-90A)
Đặc điểm tổng quát
- Tổ lái: 1
- Chiều dài: 56 ft 2 in (17,12 m)
- Sải cánh: 40 ft 0 in (12,20 m)
- Chiều cao: 15 ft 9 in (4,80 m)
- Diện tích cánh: 345 ft² (32 m²)
- Trọng lượng rỗng: 18.050 lb (8.204 kg)
- Trọng lượng có tải: 27.200 lb (12.363 kg)
- Trọng lượng cất cánh tối đa: 31.060 lb (14.118 kg)
- Động cơ: 2 × Westinghouse J34-WE-15 , 4.100 lbf (18,2 kN) mỗi chiếc

 Hiệu suất bay 
- Vận tốc cực đại: 665 mph (1.064 km/h)
- Tầm bay: 2.300 mi (3.680 km)
- Trần bay: 39.000 ft (11.890 m)
- Vận tốc leo cao: 5.555 ft/phút (28,2 m/s)
- Tải trên cánh: 79 lb/ft² (386 kg/m²)
- Lực đẩy/trọng lượng: 0,30

Trang bị vũ khí

- 6 × pháo 20 mm (.79 in)
- 8 × rocket 5 in (127 mm) HVAR
- 2.000 lb (907 kg) bom